# 제5군 (독일 제국)
제5군상급사령부(독일어: Armeeoberkommando 5; A.O.K. 5 아르미오버코만도 퓐프[*])는 제1차 세계 대전 당시 독일 제국의 야전군급 사령부이다.
1914년 동원령으로 제7육군사찰단이 제5군상급사령부가 되었다. 1919년 독일이 전쟁에 지면서 육군 전체가 해산되는 과정에서 제5군도 해산되었다.

## 전투서열
전쟁 종료 시점 당시 제5군상급사령부의 전투서열은 다음과 같다.
| 1918년 10월 30일 이후 독일 제국 제5군 전투서열 | 1918년 10월 30일 이후 독일 제국 제5군 전투서열 | 1918년 10월 30일 이후 독일 제국 제5군 전투서열 |
| 야전군급                                       | 군단급                                         | 사단급                                         |
| ---------------------------------------------- | ---------------------------------------------- | ---------------------------------------------- |
| 제5군상급사령부                                | 제58특수배치장군사령부                         | 제204사단                                      |
| 제5군상급사령부                                | 제58특수배치장군사령부                         | 제15바이에른 보병사단                          |
| 제5군상급사령부                                | 제58특수배치장군사령부                         | 제52사단                                       |
| 제5군상급사령부                                | 제58특수배치장군사령부                         | 제31사단                                       |
| 제5군상급사령부                                | 제21군단                                       | 제13사단                                       |
| 제5군상급사령부                                | 제21군단                                       | 제28사단                                       |
| 제5군상급사령부                                | 제21군단                                       | 제107사단                                      |
| 제5군상급사령부                                | 제21군단                                       | 제5바이에른 예비사단                           |
| 제5군상급사령부                                | 제21군단                                       | 제88사단                                       |
| 제5군상급사령부                                | 제21군단                                       | 제115사단                                      |
| 제5군상급사령부                                | 제5예비군단                                    | 제123사단                                      |
| 제5군상급사령부                                | 제5예비군단                                    | 제1사단 (오스트리아-헝가리)                    |
| 제5군상급사령부                                | 제5예비군단                                    | 제106사단 (오스트리아-헝가리) 병력 일부        |
| 제5군상급사령부                                | 제5예비군단                                    | 제228사단                                      |
| 제5군상급사령부                                | 제5예비군단                                    | 제192사단                                      |
| 제5군상급사령부                                | 제5예비군단                                    | 제41사단                                       |
| 제5군상급사령부                                | 제5예비군단                                    | 제27사단                                       |
| 제5군상급사령부                                | 제5예비군단                                    | 제117사단                                      |
| 제5군상급사령부                                | 제9예비군단                                    | 제1향토방위사단                                |
| 제5군상급사령부                                | 제9예비군단                                    | 제15사단                                       |
| 제5군상급사령부                                | 제18군단 (오스트리아-헝가리)                   | 제33사단                                       |
| 제5군상급사령부                                | 제18군단 (오스트리아-헝가리)                   | 제32사단                                       |
| 제5군상급사령부                                | 제18군단 (오스트리아-헝가리)                   | 제106사단 (오스트리아-헝가리) 병력 일부        |
| 제5군상급사령부                                | 제18군단 (오스트리아-헝가리)                   | 제37사단                                       |
| 제5군상급사령부                                | 제18군단 (오스트리아-헝가리)                   | 제236사단                                      |
| 제5군상급사령부                                | 제18군단 (오스트리아-헝가리)                   | 제20사단                                       |
| 제5군상급사령부                                | C 분견군으로 이동                              | 제45예비사단                                   |

## 역대 사령관
| 독일 제국 제5군상급사령부 사령관 | 독일 제국 제5군상급사령부 사령관 | 독일 제국 제5군상급사령부 사령관 | 독일 제국 제5군상급사령부 사령관 | 독일 제국 제5군상급사령부 사령관 |
| 취임일                           | 계급                             | 성명                             | 이전보직                         | 이후보직                         |
| -------------------------------- | -------------------------------- | -------------------------------- | -------------------------------- | -------------------------------- |
| 1914년 8월 2일                   | 소장                             | 빌헬름 폰 프로이센 황태자        |                                  | 독일 황태자 집단군               |
| 1915년 1월 27일                  | 중장                             | 빌헬름 폰 프로이센 황태자        |                                  | 독일 황태자 집단군               |
| 1916년 11월 30일                 | 보병대장                         | 에발트 폰 로호프                 | 마즈 집단 동부                   | 예비역                           |
| 1916년 12월 17일                 | 포병대장                         | 막스 폰 갈비츠                   | 제2군상급사령부                  | 갈비츠 집단군                    |
| 1918년 9월 27일                  | 기병대장                         | 게오르크 폰 데어 마르비츠        | 제2군상급사령부                  | 퇴역                             |

## 같이 보기
- 슐리펜 계획

## 참고 자료
- Cron, Hermann (2002). Imperial German Army 1914–18: Organisation, Structure, Orders-of-Battle [first published: 1937]. Helion & Co. ISBN 1-874622-70-1.
- Ellis, John; Cox, Michael (1993). The World War I Databook. Aurum Press Ltd. ISBN 1-85410-766-6.